# Антивоенный комитет России
Антивоенный комитет России — общественная организация, основанная группой российских общественных деятелей в изгнании с целью противодействия власти и вторжению России на Украину в 2022 году. В рамках своего проекта «Ковчег» комитет помогает координировать ресурсы для эмигрантов, покидающих Россию в результате войны.

## Основание
Антивоенный комитет был создан 27 февраля 2022 года группой российских общественных деятелей в изгнании. Его целью была объявлена борьба с правлением Владимира Путина, которое несет ответственность за войну на Украине и которое комитет называет диктатурой. The Moscow Times отметила важность скоординированных усилий комитета как отход от распрей, более характерных для оппозиционных партий в России. В число видных членов комитета входят бывший генеральный директор ЮКОСа Михаил Ходорковский, экс-премьер-министр России Михаил Касьянов, бывший чемпион мира по шахматам Гарри Каспаров, экономисты Сергей Алексашенко и Сергей Гуриев, историк Владимир Кара-Мурза, член Российской академии наук Юрий Пивоваров, политик Дмитрий Гудков, предприниматели Борис Зимин и Евгений Чичваркин, писатель Виктор Шендерович, журналист Евгений Киселев, писательница Юлия Латынина (до 2025 года). В качестве символов на своём сайте организация использует бело-сине-белый флаг и знак мира в цветах украинского флага.

## Цели
Комитет призвал правительства всех стран «занять твердую позицию против тех, кто нарушает международное право». Кроме того, он призывает «истинных русских патриотов» «консолидироваться в борьбе против агрессивной диктатуры Владимира Путина — вне зависимости от каких-либо политических разногласий, идеологических расхождений и личных симпатий и антипатий».

## Инициативы и деятельность
Комитет обратился с призывами к широкой аудитории, а также к конкретным группам, таким как члены Единой России, крупнейшей политической партии в России. 4 марта 2022 года комитет опубликовал прямое обращение к россиянам за два дня до запланированных акций протеста в Москве. Группа также обратилась напрямую к Сергею Брину, члену Alphabet Inc.
Антивоенный комитет управляет проектом «Ковчег» как ресурсом поддержки россиян, решивших эмигрировать в результате войны. В рамках этого проекта комитет может помочь русским эмигрантам найти жилье и открыть банковские счета среди других форм помощи. Он частично координируется волонтерами, находящимися в Ереване и Стамбуле, но может оказывать юридическую помощь и в других местах. В комитете говорят, что денежные пожертвования, собранные в рамках его инициативы Sunrise, помогут доставить гуманитарную помощь в виде пищевых продуктов, лекарств, одежды и предметов гигиены для людей, живущих на Украине во время войны.

## Реакция властей
31 марта 2022 года Роскомнадзор заблокировал сайт Антивоенного комитета России, а также страницу проекта помощи эмигрантам «Ковчег». Это было сделано по требованию российской прокуратуры.
В январе 2024 года организация была признана «нежелательной» в России.